# Those Awful Hats
Those Awful Hats ist ein US-amerikanischer humoristischer Stummfilm aus dem Jahr 1909, der Frauen dazu bewegen möchte, im Kino ihre Hüte abzusetzen. Regie bei diesem Kurzfilm (mit einer Länge von etwa 2:45 Minuten) führte D.W. Griffith, der auch das Drehbuch schrieb. Der Film wurde am 25. Januar 1909 veröffentlicht.

## Handlung

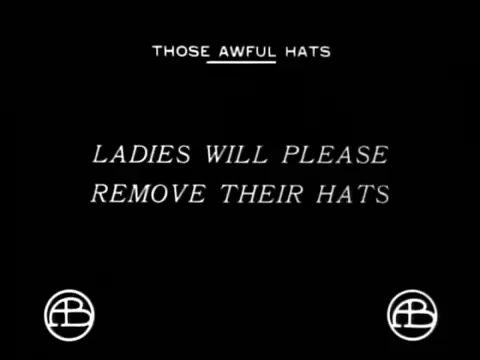
Texttafel am Ende des Films

Während einer Kinovorstellung betritt eine Frau mit einem Hut den Kinosaal und sucht vergeblich nach einem geeigneten Platz. Wenig später kommt ihr ein Mann mit einem karierten Jackett und Zylinder entgegen und hilft ihr einen Sitz zu finden, auf dem sie ihren Hut auf dem Kopf belassen kann.
Als er einen Platz sucht, wird er von einigen Zuschauern zurechtgewiesen und wenig später betreten einige weitere Damen mit einem Hut auf dem Kopf das Kino. Sie setzen sich vor die Nase der Zuschauer und behalten ihre Hüte auf dem Kopf. Das Publikum, dem die Sicht verwehrt wird, reagiert höchst ärgerlich. Schließlich erscheint ein Kran und zieht zunächst einen der Hüte nach oben fort, und dann eine der Damen selbst.
Am Ende des Films erscheint eine Texttafel auf der steht: „Ladies will please remove their hats“.

## Hintergrund
Der Film wirbt für den gegenseitigen Respekt im Kino und gehört zu den ersten Filmen, die produziert wurden, um das Publikum darüber zu informieren, was sich im Kino gehört. Diese Art von Film wird bis in die heutige Zeit für das Werben für rücksichtsvolles Verhalten im Kino verwendet.
Die gezeigten Szenen auf der Kinoleinwand stammen aus dem Film At the Crossroads of Life aus dem Jahr 1908 von Regisseur Wallace McCutcheon jr. Das Drehbuch zu diesem Film stammt ebenfalls von D.W. Griffith.